# Joshua John
Joshua John (Alkmaar, 1º ottobre 1988) è un ex calciatore olandese  di Aruba, di ruolo attaccante.

## Caratteristiche tecniche
Ala destra, può giocare anche sulla fascia opposta.